# Hiromasa Tanaka
Hiromasa Tanaka (田中 宏昌, Tanaka Hiromasa, né le 28 septembre 1981) est un athlète japonais, spécialiste des épreuves combinées.

## Biographie
Il remporte la médaille d'or du décathlon lors des championnats d'Asie 2009, à Canton en Chine, et décroche par ailleurs la médaille de bronze en 2005.

### Palmarès
| Date | Compétition                  | Lieu    | Résultat | Épreuve    | Performance |
| ---- | ---------------------------- | ------- | -------- | ---------- | ----------- |
| 2005 | Championnats d'Asie          | Incheon | 3e       | Décathlon  | 7 351 pts   |
| 2008 | Championnats d'Asie en salle | Doha    | 3e       | Heptathlon | 5 306 pts   |
| 2009 | Championnats d'Asie          | Canton  | 1er      | Décathlon  | 7 515 pts   |

### Records
| Épreuve   | Performance | Lieu     | Date         |
| --------- | ----------- | -------- | ------------ |
| Décathlon | 7 803 pts   | Kanazawa | 25 juin 2006 |